# Communauté d’agglomération du Grand Dax
Die Communauté d’agglomération du Grand Dax (inoffiziell: Grand Dax Agglomération) ist ein französischer Gemeindeverband mit der Rechtsform einer Communauté d’agglomération im Département Landes in der Region Nouvelle-Aquitaine. Sie wurde am 27. Dezember 1993 gegründet und umfasst 20 Gemeinden. Der Verwaltungssitz befindet sich in der Stadt Dax.

## Historische Entwicklung
Der ursprünglich als Communauté de communes du Grand Dax gegründete Gemeindeverband wurde mit Wirkung vom 1. Januar 2007 in die Rechtsform einer Communauté d’agglomération unter der aktuellen Bezeichnung umgewandelt.

## Mitgliedsgemeinden
| Gemeinde                                | Einwohner 1. Januar 2022 | Fläche km² | Dichte Einw./km² | Code INSEE | Postleitzahl |
| --------------------------------------- | ------------------------ | ---------- | ---------------- | ---------- | ------------ |
| Angoumé                                 | 266                      | 7,83       | 34               | 40003      | 40990        |
| Bénesse-lès-Dax                         | 582                      | 5,89       | 99               | 40035      | 40180        |
| Candresse                               | 869                      | 8,54       | 102              | 40063      | 40180        |
| Dax                                     | 21.716                   | 19,70      | 1.102            | 40088      | 40100        |
| Gourbera                                | 364                      | 27,73      | 13               | 40114      | 40990        |
| Herm                                    | 1.189                    | 52,08      | 23               | 40123      | 40990        |
| Heugas                                  | 1.395                    | 18,79      | 74               | 40125      | 40180        |
| Mées                                    | 1.970                    | 15,11      | 130              | 40179      | 40990        |
| Narrosse                                | 3.331                    | 10,53      | 316              | 40202      | 40180        |
| Oeyreluy                                | 1.498                    | 5,72       | 262              | 40207      | 40180        |
| Rivière-Saas-et-Gourby                  | 1.425                    | 27,37      | 52               | 40244      | 40180        |
| Saint-Pandelon                          | 728                      | 9,18       | 79               | 40277      | 40180        |
| Saint-Paul-lès-Dax                      | 14.114                   | 58,45      | 241              | 40279      | 40990        |
| Saint-Vincent-de-Paul                   | 3.384                    | 32,37      | 105              | 40283      | 40990        |
| Saugnac-et-Cambran                      | 1.568                    | 13,28      | 118              | 40294      | 40180        |
| Seyresse                                | 1.022                    | 2,23       | 458              | 40300      | 40180        |
| Siest                                   | 137                      | 2,91       | 47               | 40301      | 40180        |
| Tercis-les-Bains                        | 1.331                    | 10,19      | 131              | 40314      | 40180        |
| Téthieu                                 | 763                      | 11,03      | 69               | 40315      | 40990        |
| Yzosse                                  | 384                      | 5,32       | 72               | 40334      | 40180        |
| Communauté d’agglomération du Grand Dax | 58.036                   | 344,25     | 169              | –          | –            |